# Hasbará
Hasbará (hebreo הַסְבָּרָה, "explicación, esclarecimiento") es un término utilizado por el Estado de Israel y por grupos independientes para describir sus esfuerzos por explicar las políticas del gobierno israelí y fomentar la imagen de Israel en el mundo.
La hasbará dispone de una infraestructura propia en el gobierno de Israel, con sede en la oficina del primer ministro y unidades en los ministerios de Defensa, Relaciones Exteriores, Turismo y en la Agencia Judía para la Tierra de Israel. La Hasbará nacional está en contacto permanente con individuos y organizaciones proisraelíes locales y del mundo entero, a los que coordina para promover los objetivos y posturas del Estado de Israel.
La hasbará también es alentada por los sionistas y otras organizaciones e instituciones israelíes. Existe un significativo número de webs de hasbará en Internet, la mayoría de ellas operando de forma independiente respecto al gobierno israelí, y ocupándose también de otras temáticas de interés judío.
En 2009, el ministerio de asuntos exteriores israelí organizó redes de voluntarios para intervenir a favor de Israel en sitios web de comentario de la actualidat en relación con la operación Plomo fundido, hecho que el diario The Guardian definió como «propaganda 2.0». Los diarios israelíes The Jerusalem Post y Haaretz hablaron de un «ejército de bloggers [reclutados par combatir la propaganda] "antisionista"».
En mayo de 2025, numerosas voces pusieron en duda que los votos obtenidos por la representante en el festival de Eurovisión fueran legítimos, después de que este país liderara el voto popular por vía telemática. 13 países otorgaron a Israel la máxima puntuación a través de ese sistema, mediante llamadas, SMS y votos por la web. Solo tres países (Armenia, Croacia y Polonia) no le otorgaron ninguno, levantando sospechas de manipulación o intervención por parte del gobierno de Israel en una suerte de intento de blanqueamiento de imagen ante el genocidio en Gaza.

## Significado del término
Aunque su significado exacto es esclarecimiento, su uso en el contexto político es controvertido. El diplomático israelí Gideon Meir sostiene que no existe una traducción exacta de hasbará al inglés ni a ningún otro idioma, y la ha descrito como diplomacia pública, una acción emprendida por todos los gobiernos del mundo ante la importancia creciente de lo que en las relaciones internacionales se denomina soft power (es decir, la capacidad de un cuerpo político para influir indirectamente por medio de instrumentos ideológicos o culturales). Gary Rosenblatt, editor de The Jewish Week de Nueva York, la describe como "defensa" o "apoyo".
Por su parte, el periodista israelí Nathan Guttman ha caracterizado la hasbará como "propaganda favorable a Israel", en tanto que el también periodista israelí Avi Hyman afirma que se trata de un nuevo término amable para referirse a la propaganda israelí a la vez que lo distingue de la mera propaganda: "mientras que la propaganda se esfuerza en destacar los aspectos positivos de un lado en un conflicto, la hasbará intenta explicar las acciones, estén o no justificadas."
La Hasbará surge pues como una necesidad de contrarrestar lo que Israel considera como tendenciosidad de los medios de comunicación y la animadversión de los organismos internacionales hacia el mismo. Para respaldar esta afirmación hay quienes alegan el trato singular y el gran número de resoluciones contrarias dictadas por la ONU a lo largo de su historia, que supera a las de ningún otro país en número y contundencia, incluidas las dictaduras más extremas.
En la misma línea, se denuncia que Israel ha sido citada y condenada más veces en los 5 años de la Segunda Intifada que la propia Sudán,[cita requerida] donde la minoría árabe lleva a cabo un genocidio corroborado in situ por el entonces Secretario General de la ONU Kofi Annan. Sin embargo, algunos críticos con la política del Estado de Israel apuntan que su gobierno ha desoído estas resoluciones en numerosas ocasiones sin que haya habido consecuencias para Israel.